# Adolph Wilhelm Krasnapolsky

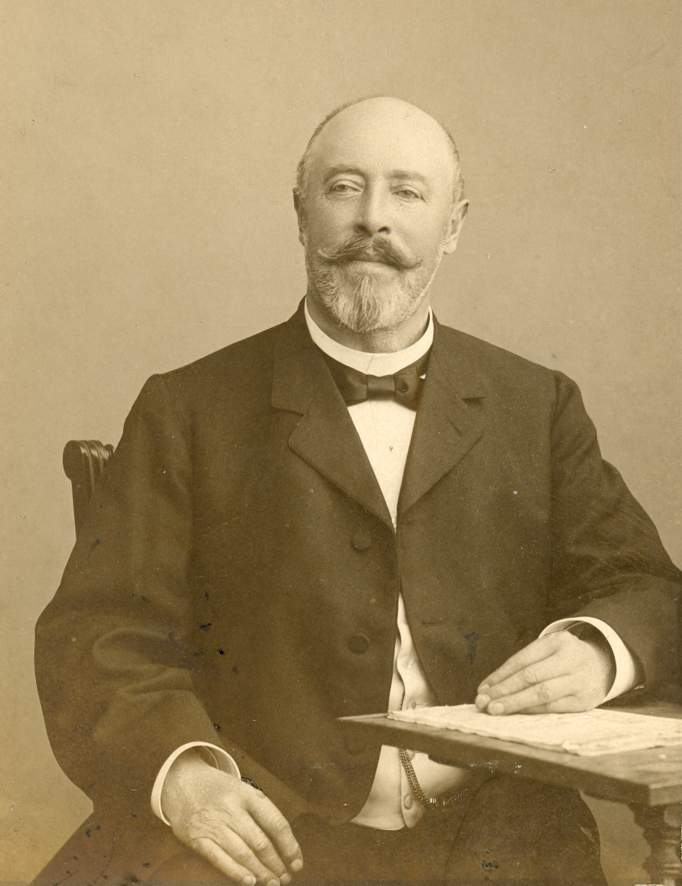
Adolph Wilhelm Krasnapolsky

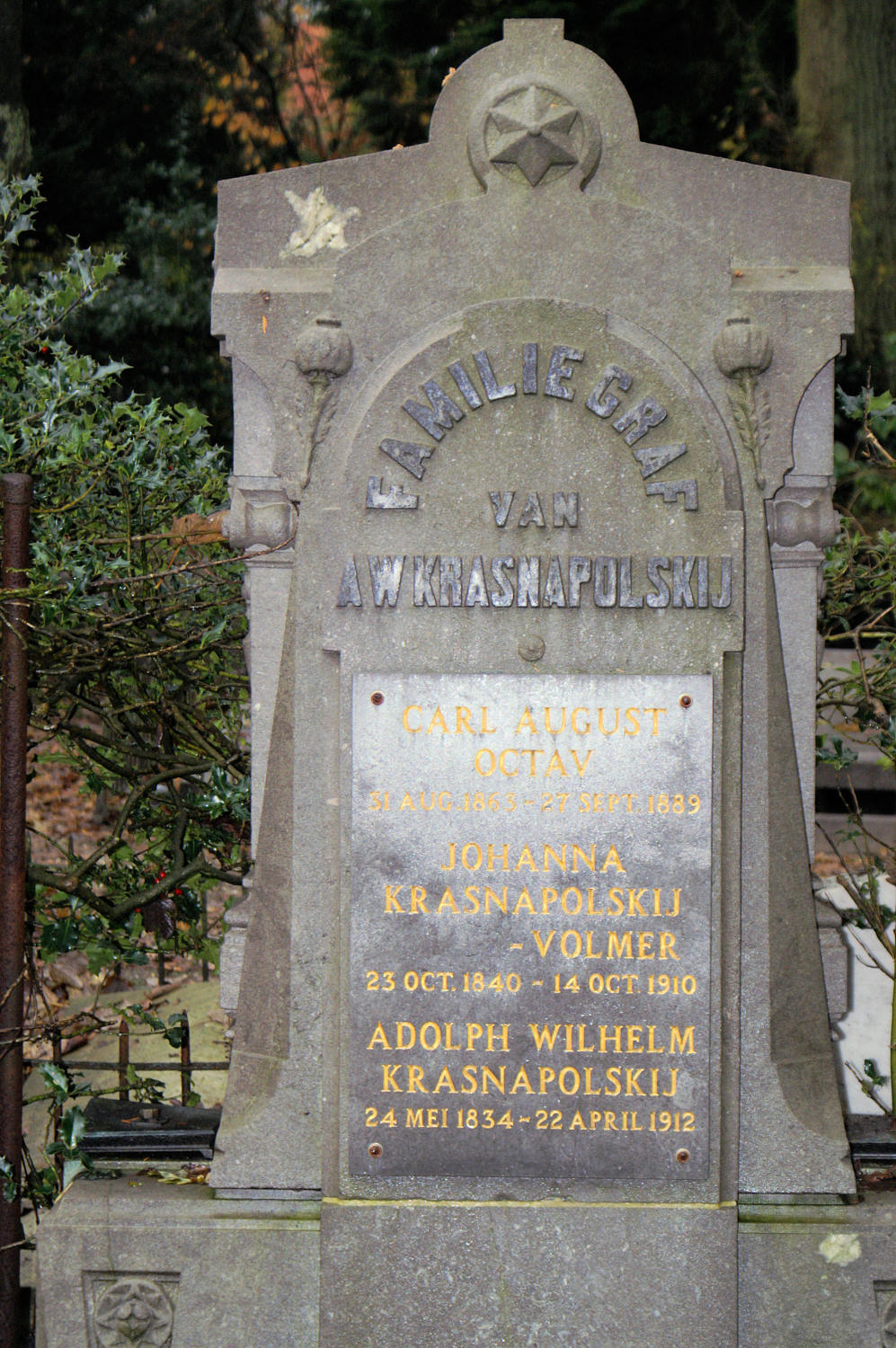
graf van A.W Krasnapolsky

Adolph Wilhelm Krasnapolsky (Peine, 24 mei 1834 – Bussum, 22 april 1912) was de eigenaar van hotel Krasnapolsky aan de Dam in Amsterdam.
Zijn familie kwam oorspronkelijk uit Kiev maar was in 1804 geëmigreerd naar Peine, nabij Hannover in Duitsland. Hij trok op 22-jarige leeftijd naar Amsterdam en werkte eerst als kleermaker in de Winkel van Sinkel aan de Nieuwendijk.
Samen met zijn zwager August Volmer kocht hij in 1865 het slecht lopende Nieuwe Poolse Koffiehuis aan de Warmoesstraat en vormde het om tot een populair restaurant.
Krasnapolsky kocht ook de naastgelegen panden en voegde in 1880 hotelkamers toe. Ook bouwde hij een   'wintertuin', een chique serre met koepeldak en palmbomen en liet hier elektrische verlichting installeren. Om dit mogelijk te maken bouwde hij een eigen elektriciteitscentrale en stichtte een elektriciteitsbedrijf, de Nederlandsche Electriciteits Maatschappij, dat echter geen lang leven beschoren was.
Het horecabedrijf werd in 1881 hernoemd tot de Maatschappij tot Exploitatie van de Onderneming Krasnapolsky toen Volmer vertrok om het nieuwe American Hotel te gaan leiden.
In 1883 maakte Krasnapolsky handig gebruik van de Wereldtentoonstelling in Amsterdam dat jaar om de zaak verder uit te bouwen tot een hotel met 125 kamers. Rond diezelfde tijd opende hij ook twee restaurants in Londen, de Frascati en de High Holborn. Hoewel hij deze na enkele jaren weer verkocht, bleven ze ruim 50 jaar bestaan.
Krasnapolsky ging in 1909 met pensioen. Na zijn dood in 1912 werd hij begraven op Zorgvlied. In Peine staat een gedenksteen aan Krasnapolsky als dank voor een donatie van 30.000 mark om een natuurgebied, de Peiner Herzberg, aan te leggen. In zijn roman Finnegans Wake vernoemde James Joyce een kleur naar hem, Krasnapolsky red.